# Transzszibériai vasútvonal
A Transzszibériai vasútvonal nevű oroszországi vasúti fővonal a Föld leghosszabb vasútvonala. A személyforgalomba bevont teljes hossza 9288,2 km. Ebből 1777 km (19,1%) esik a vasútvonal európai, 7512 km (80,9%) a vasútvonal ázsiai szakaszára.
A vasútvonal induló állomása a Jaroszlavli pályaudvar Moszkvában, végállomása Vlagyivosztok pályaudvara. Eredeti hossza – a forradalmat megelőzően – Szentpétervár és Vlagyivosztok között 9508 km volt.
A Transzszibériai vasútvonal széles nyomtávú (1520 mm), kétvágányú, teljes hosszán villamosított (nagyobbrészt 25 kV 50 Hz-cel, kisebbrészt 3 kV egyenárammal).

## A Transzszibériai vasút építése

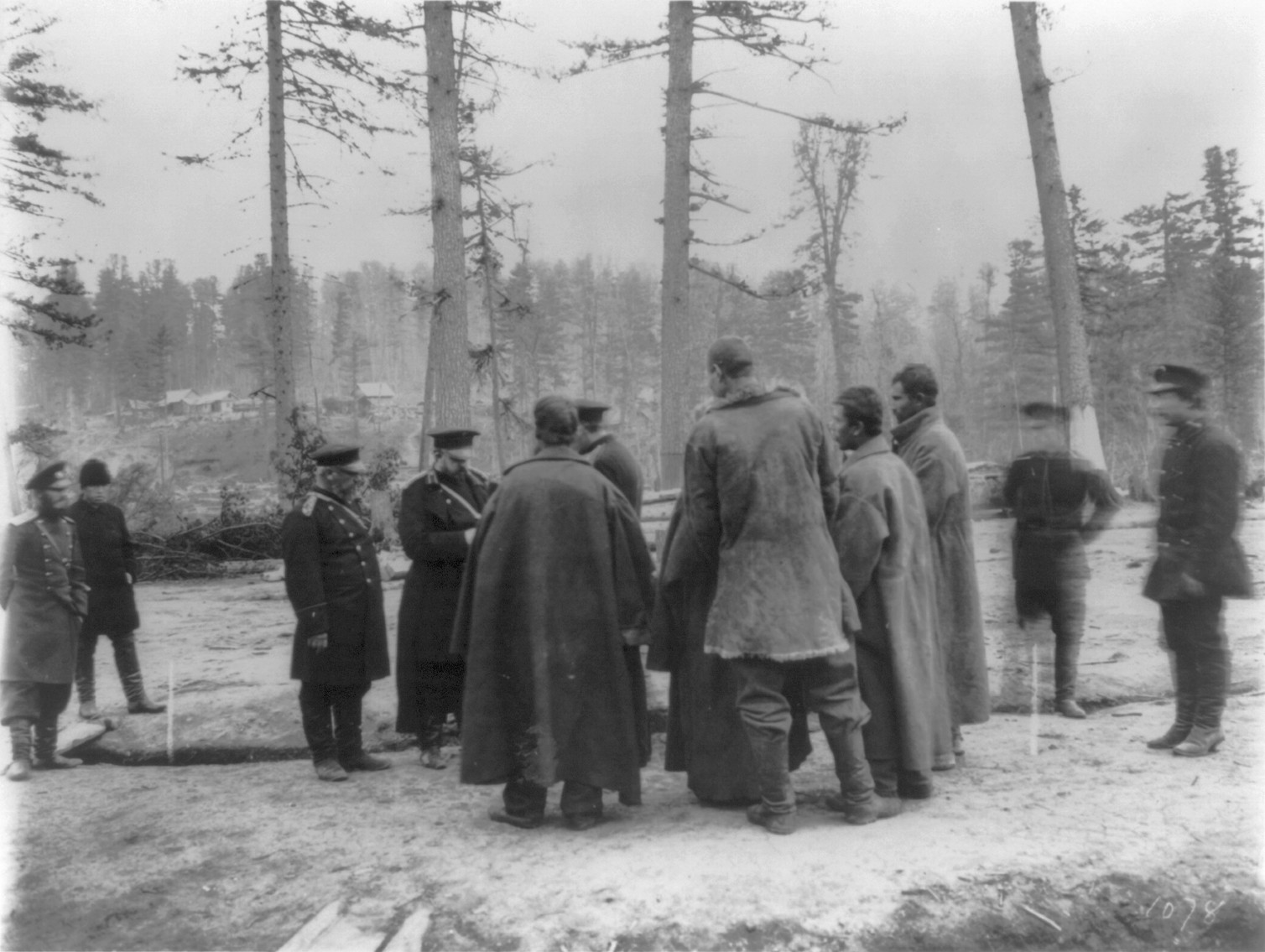
A vasút építése az Usszuri közelében, 1895-ben

A vasútvonal építését 1891. május 31-én Vlagyivosztokban Nyikolaj Alekszandrovics trónörökös, a későbbi II. Miklós cár jelenlétében kezdték. A teljes vaspálya 1901. november 3-ra készült el, amikor a keleti és nyugati irányból haladó építők találkoztak.
Az első vasúti szerelvények Szentpétervár és a távol-keleti Vlagyivosztok között 1903 júliusában indultak, a Transzszibériai vasútvonalat hivatalosan 1903. július 13-án adták át a forgalomnak. A vasútvonal megnyitásakor a szerelvényeket a Bajkál-tavon még vasúti komp segítségével juttatták át.
1904 telén, az orosz–japán háború kezdetén a sürgőssé vált szállítások miatt 42 verszta (44,7 km) vasúti pályát építettek a befagyott tó jegére. A mozdonyokat és a vasúti kocsikat ezen a szakaszon lovakkal húzták át.
1905. október 29-ére készült el a Bajkál-tavat elkerülő szakasz. Ettől a dátumtól kezdve a vasúti szerelvények akadály nélkül haladhatnak az Atlanti-óceántól a Csendes-óceánig.
A közel 12 évig tartó építkezés (1891–1903) 1 455 413 000 arany rubeljába került az Orosz Birodalomnak.

## Az útvonal
A Transzszibériai vasútvonal kelet–nyugati irányban nagyjából 7000 km-es, míg észak–déli irányba 3500 km-es távolságot tesz meg, 8 időzónát keresztez. A vasútvonal mentén 87 város található, azaz nagyjából 110 km-enként egy-egy.
A Moszkvából induló Oroszország expressz menetrend szerint 147 óra 59 perc alatt teszi meg az utat. A visszaút időtartama 148 óra 27 perc.
A vasút déli vonalán 2010-ig közlekedett a Harkiv–Vlagyivosztok-gyorsvonat, melynek menetideje 173 óra 11 perc volt.

### Legjelentősebb városok
- Moszkva (0 km, Moszkvai idő)
- Nyizsnyij Novgorod (442 km, Moszkvai idő), itt keresztezi a Volgát
- Kirov (956 km, Moszkvai idő)
- Perm (1436 km, Moszkvai idő plusz 2 óra), a Káma hídja
- Európa és Ázsia határát (1777 km) egy fehér obeliszk jelzi
- Jekatyerinburg (1816 km, Moszkvai idő plusz 2 óra) és az Urál
- Tyumeny (2138 km, Moszkvai idő plusz 2 óra)
- Omszk (2712 km, Moszkvai idő plusz 3 óra) Irtis
- Novoszibirszk (3335 km, Moszkvai idő plusz 3 óra), az Ob
- Krasznojarszk (4098 km, Moszkvai idő plusz 4 óra), a Jenyiszej
- Irkutszk (5185 km, Moszkvai idő plusz 5 óra), itt éri el a vasútvonal a Bajkál-tavat, majd 207 km hosszan a tó partján halad
- Ulan-Ude (5642 km, Moszkvai idő plusz 5 óra)
- 5655 km-nél kezdődik a Transzmongol vasútvonal
- Csita (6199 km, Moszkvai idő plusz 6 óra)
- Tarszkaja vasútállomás itt 6312 km-nél kezdődik a Kínai keleti vasútvonal
- Birobidzsan (8351 km, Moszkvai idő plusz 7 óra)
- Habarovszk (8521 km, Moszkvai idő plusz 7 óra), az Amur
- Usszurijszk (9177 km, Moszkvai idő plusz 7 óra)
- Vlagyivosztok (9288 km, Moszkvai idő plusz 7 óra), Csendes-óceán

### Legjelentősebb folyók
Az útvonala mentén a Transzszibériai vasút 16 jelentős folyót keresztez: Volga, Vjatka, Káma, Tobol, Irtis, Ob, Tom, Csulim, Jenyiszej, Oka, Szelenga, Zeja, Bureja, Amur, Hor, Usszuri.
A legszélesebb közülük az Amur, amelynek szélessége meghaladja a 2 km-t. Olyan hatalmas folyókat, mint az Ob és a Jenyiszej, felső folyásukon keresztezi a vasútvonal, ahol szélességük 1 km körül van. A vasútvonal mentén a legszeszélyesebb és egyben legveszélyesebb folyó a Hor. Ennek a vízszintingadozása a 9 métert is meghaladja. Ez a folyó okozta a vasút történetének legnagyobb kárát is, amikor 1897-ben a vasút nyugati részének jelentős részét elmosta.